# Juda Słabogórski
Juda Słabogórski (ur. 1890, zm. 1963 w Warszawie) – polski działacz robotniczy pochodzenia żydowskiego.
Działalność socjalistyczną rozpoczął przystępując do Socjaldemokracji Królestwa Polskiego i Litwy. Od 1918 był działaczem Komunistycznej Partii Polski, a następnie – Polskiej Partii Robotniczej. Od lipca 1945 roku został zaangażowany do współorganizowania Komitetu Żydowskiego w Pieszycach; pełnił funkcję Kierownika Wydziału Kulturalno-Oświatowego. Zadaniem Komitetu była pomoc w akcji osiedleńczej Żydów na terenie Dolnego Śląska. Po 1948 był członkiem Polskiej Zjednoczonej Partii Robotniczej. Za działalność społeczną został w 1955 odznaczony Krzyżem Komandorskim Orderu Odrodzenia Polski. Zmarł w 1963 r.